# Камахал
Камаха́л — село (аул) в Лакском районе Дагестана. Административный центр Камахальского сельсовета с 1965 года.

## Географическое положение
Село расположено на реке Цамтичай (бассейн реки Каракойсу), в 22 км к северо-западу от районного центра — села Кумух.

## Население
| 1869 | 1888 | 1895 | 1926 | 1939 | 1970 | 1989 |
| ---- | ---- | ---- | ---- | ---- | ---- | ---- |
| 352  | ↘284 | ↗313 | ↘246 | ↗357 | ↘284 | ↘44  |
| 2002 | 2010 | 2021 |      |      |      |      |
| ↗55  | ↘51  | ↗54  |      |      |      |      |